# شهرستان دونگان
شهرستان دونگان (به لاتین: Dong'an County) یک منطقهٔ مسکونی در چین است که در یونگژو واقع شده‌است. شهرستان دونگان ۲٬۲۱۰٫۹۴ کیلومتر مربع مساحت و ۵۴۳٬۴۵۳ نفر جمعیت دارد.